# Blue Bloods
Blue Bloods is een Amerikaanse politieserie geproduceerd door CBS en werd gestart in september 2010 en stopt in 2024, het laatste seizoen van de serie werd in twee delen gedeeld. Het eerste deel van het laatste seizoen ging in februari 2024 in première, het tweede deel gaat in september 2024 van start. Sinds het najaar van 2012 wordt de reeks ook in Vlaanderen uitgezonden op de zender VIER en in Nederland sinds januari 2015 door SBS9 en Net5. De serie speelt zich af in New York.

## Rolverdeling
- Tom Selleck speelt Commissaris Frank Reagan, hoofd van de politie van New York. Frank is weduwnaar en vader van vier kinderen. Zijn zoons zijn ook alle drie bij de politie van New York gaan werken. Joe, een van Franks zoons is voor aanvang van de serie al bij een schietpartij om het leven gekomen.
- Len Cariou speelt Henry Reagan, de vader van Frank Reagan en gepensioneerd politiecommissaris.
- Donnie Wahlberg speelt Detective Danny Reagan, de oudste zoon van Frank Reagan, kleinzoon van Henry Reagan en rechercheur bij de politie van New York. Danny is getrouwd met Linda Reagan, samen hebben ze twee zoons.
- Bridget Moynahan speelt Erin Reagan, dochter van Frank Reagan, kleindochter van Henry Reagan en werkzaam als openbaar aanklager in New York. Ze is gescheiden en heeft een dochter.
- Will Estes speelt Jamie Reagan, de jongste zoon van Frank Reagan, kleinzoon van Henry Reagan en politieagent. Jamie heeft rechten gestudeerd aan Harvard voordat hij net als zijn broers, vader en grootvader bij de New Yorkse politie ging werken.
- Amy Carlson speelt Linda Reagan, de vrouw van Danny Reagan en de moeder van hun twee zoons. Linda werkt op de Spoedeisende hulp van het St. Victor ziekenhuis in New York.
- Sami Gayle speelt Nicky Reagan-Boyle, dochter van Erin Reagan en het oudste kleinkind van Frank Reagan.
- Jennifer Esposito speelt Jackie Curatola, Danny Reagans partner tot en met het begin van seizoen 3.
- Marisa Ramirez speelt Maria Baez, Danny Reagans partner vanaf seizoen 3.
- Vanessa Ray speelt Eddie Janko-Reagan, Jamie Reagans partner vanaf seizoen 4 en later ook zijn vriendin en vrouw.

### Bijrollen
- Tony Terraciano speelt Jack Reagan, de oudste zoon van Danny en Linda.
- Andrew Terraciano speelt Sean Reagan, de jongste zoon van Danny en Linda.
- Gregory Jbara speelt Garrett Moore, een voormalig journalist en plaatsvervangend commissaris voor informatie. Hij werkt vaak samen met Frank Reagan.
- Abigail Hawk speelt detective Abigail Baker, Frank Reagans assistent.
- Robert Clohessy speelt luitenant Sidney Gormley, leidinggevende op de afdeling waar Danny Reagan werkt.
- Nicholas Turturro speelt sergeant Anthony Renzulli, eerste partner van Jamie Reagan in seizoen 1 en 2.
- Bruce Altman speelt in het eerste seizoen burgemeester Robert Levitt.
- David Ramsey speelt burgemeester Carter Poole vanaf het tweede seizoen.
- Will Hochman speelt Joseph "Joe" Hill. Hij komt in seizoen 10 in beeld. Hij blijkt de zoon van Joe Reagen te zijn.